# Bowling (Scozia)
Bowling (Bowlin in lingua scots) è una località della Scozia, situata nell'area di consiglio di Dunbartonshire Occidentale.